# Faerie Symphony
Faerie Symphony, pubblicato nel 1977, è il terzo album solista di Tom Newman, produttore e musicista inglese.
L'opera, da una parte segna la defezione dell'importante produttore e tecnico del suono dalla "scuderia" della Virgin Records, dall'altra rappresenta la virata artistica del compositore verso mete più ambiziose, in bilico tra il progressive rock e l'ambient music di stampo strumentale. Il lavoro si avvicina stilisticamente ad altri album del genere progressivo, dalla pastoralità di Hergest Ridge di Mike Oldfield, all'acustica di The Geese and the Ghost di Anthony Phillips, dalla sperimentazione elettro-acustica dei Jade Warrior (prima maniera), alle atmosfere eteree e fiabesche già descritte nei capolavori di Bo Hansson.
Trattasi di un concept-album con sette pezzi legati tra loro a mo' di suite nel primo lato del vinile, e altri sei nel secondo. Non esistono parti cantate e quindi si tratta di un lavoro interamente strumentale ispirato ai miti gaelici e alle fantasmagoriche leggende narranti fate, folletti e gnomi.
Tom Newman, aiutato da un nutrito gruppo di amici strumentisti, tra i quali spiccano il flautista Jon Field, il trombettista Pete Gibson, il violinista Jon Collins, imbastisce un progetto complesso nel quale la tecnica dello studio fa da padrone, con molte sovraincisioni dello stesso Newman impegnato tra moltissimi strumenti di differenti tipologie dimostrando grandi doti creative ed esecutive. Una curiosità riguarda il brano "Dance of Daoine Sidhe" che anticipa di ben tredici anni alcune chiare sonorità presenti nell'album "Amarok" di Mike Oldfield, peraltro prodotto dallo stesso Tom Newman.

## Formazione
- Tom Newman - coro, sintetizzatore, tastiere, mellotron, chitarre varie, percussioni varie, arpa, strumenti etnici, direzione d'orchestra
- Jon Field - flauto, cornamusa, batteria, percussioni varie, oboe, strumenti a fiato, coro, orchestra
- Jon Collins - violino
- Ward Kelly Conover - batteria
- Terry Edwards - voce, coro
- Jane Gibson - batteria, percussioni
- Pete Gibson - batteria, percussioni, trombone e altri strumenti a fiato
- Joe O'Donnell - violino
- Debbie Hall - violino solo
- Tina Jones - vocalizzi
- Tom Norden - chitarra
- Geoff Westley - pianoforte

## Tracce
1. The Woods of... – 2:13
2. Fordin Searchráin (Fodeen Shawrawn) – 1:42
3. Bean Si (Banshee) – 0:21
4. Little Voices Of The Tarans – 1:48
5. The Fluter – 3:00
6. The Seelie Court (Goodish Faeries) – 4:27
7. The Spell Breaks – 4:04
8. The Fairy Song (From the Immortal Hour - Boughton)  – 1:17
9. Dance of Daoine Sidhe (Theena Shee) – 3:35
10. Memories of Cúlchulainn (Coo-Hullan) – 1:31
11. Aillen Mac Midna – 1:16
12. The Unseelie Court (Bad Faries) – 4:50
13. The Woods of... – 1:56

## Tracce aggiunte nella compilation"Faerie Symphony And Other Stories"
1. Sad Sing (da Fine Old Tom - 1975)
2. Stonehenge (da Aspects - 1985)
3. Will you bite me in the morning? (da Fine Old Tom - 1975)
4. Concerto de Mango in E Major (estratto da Bayou Moon - 1985)
5. Day of the Percherons (demo - 1974)
6. The Soujourn to the Dun of Culann the Smith (inedito - 1995)
7. The Courting of Emer (inedito - 1995)
8. Superman (demo - 1974)
9. Cycle for Moving Dunes (da Ozymandias - 1988)

## Crediti
Tutti i brani concepiti, composti e prodotti da Tom Newman.
Registrazioni effettuate all'Argonaut Studio, Little Venice, London
Tecnico del suono : Tom Newman.
Disegno di copertina e grafica : Jim Fitzpatrick.	

## Uscita Discografica in LP
- Decca Records (1977) codice TXS123

## Ristampe in CD
- Decca Records Co., Ltd. London (1989) codice K32Y2189 (fabbricato in Giappone per mercato asiatico)
- Si-Wan Records (1994) codice SRMC0051 (fabbricato in Corea del Sud per mercato asiatico)
- Universal Records (2000) codice UICY9034 (fabbricato in Giappone per mercato asiatico, replica cartonata simile all'LP originale)
- Esoteric Recordings (2009) codice ECLEC2109 (fabbricato in Inghilterra per mercato mondiale)

## Grafica
Il fronte della copertina del vinile è un disegno originale di Jim Fitzpatrick raffigurante una fata che ammira un bosco oscuro; all'interno della copertina apribile lo stesso soggetto naturale è rappresentato con colori caldi che richiamano alla mente le ore diurne, la fata è scomparsa dall'immagine. Nella ristampa in CD, curata dalla Voiceprint Records come compilation, intitolata "Faerie Symphony And Other Stories", l'immagine originale è stata sostituita da un cavaliere che suona la lira nel bel mezzo di un bosco verdastro.